# Lewis Dunk
Lewis Carl Dunk (Brighton, 21 november 1991) is een Engels voetballer die doorgaans speelt als centrale verdediger. In mei 2010 debuteerde hij voor Brighton & Hove Albion, waarvan hij sinds 2019 aanvoerder is. Dunk maakte in 2018 zijn debuut in het Engels voetbalelftal.

## Clubcarrière
Dunk werd geboren in Brighton en sloot zich al snel aan bij de jeugdopleiding van het plaatselijke Brighton & Hove Albion. Bij die club ondertekende de verdediger op 30 april 2010 een tweejarige professionele verbintenis. De dag erna debuteerde Dunk direct bij de club; op bezoek bij Milton Keynes Dons werd met 0-0 gelijkgespeeld. Op 31 januari 2011 verlengde Dunk zijn contract met een extra seizoen, waardoor hij tot medio 2013 onder contract zou staan bij Brighton & Hove. Dat seizoen zou hij ook met de club promoveren naar het Championship, na acht keer in actie te zijn gekomen. Het seizoen erop speelde Dunk meer dan dertig wedstrijden, mede dankzij de zware blessures van twee basisspelers. Zo was de verdediger ook aanwezig toen Brighton voor de eerste maal een competitiewedstrijd speelde in het Falmer Stadium, tegen Doncaster Rovers (2-1 overwinning). Op 4 oktober 2013 werd besloten Dunk voor één maand te verhuren aan Bristol City, waarvoor hij tweemaal uit zou komen. Vanaf de zomer van 2014 was Dunk een basisspeler bij Brighton en drie seizoenen lang speelde hij ongeveer veertig competitiewedstrijden per seizoen in het Championship. In het seizoen 2016/17 werd Brighton tweede in die competitie en zo werd promotie naar de Premier League bereikt. Aan het einde van de zomer van 2017 verlengde Dunk zijn verbintenis tot medio 2022. Drie jaar later werd het contract opnieuw opengebroken en verlengd met drie seizoenen. In juli 2023 werd deze verbintenis met nog een jaar verlengd.

## Clubstatistieken
| Seizoen | Club                   | Competitie     | Competitie | Competitie | Beker | Beker | Internationaal | Internationaal | Totaal | Totaal |
| Seizoen | Club                   | Competitie     | Wed.       | Dlp.       | Wed.  | Dlp.  | Wed.           | Dlp.           | Wed.   | Dlp.   |
| ------- | ---------------------- | -------------- | ---------- | ---------- | ----- | ----- | -------------- | -------------- | ------ | ------ |
| 2009/10 | Brighton & Hove Albion | League One     | 1          | 0          | 0     | 0     | —              | —              | 1      | 0      |
| 2010/11 | Brighton & Hove Albion | League One     | 5          | 0          | 3     | 0     | —              | —              | 8      | 0      |
| 2011/12 | Brighton & Hove Albion | Championship   | 31         | 0          | 5     | 0     | —              | —              | 36     | 0      |
| 2012/13 | Brighton & Hove Albion | Championship   | 8          | 0          | 1     | 0     | —              | —              | 9      | 0      |
| 2013/14 | → Bristol City         | League One     | 2          | 0          | 0     | 0     | —              | —              | 2      | 0      |
| 2013/14 | Brighton & Hove Albion | Championship   | 7          | 0          | 4     | 0     | —              | —              | 11     | 0      |
| 2014/15 | Brighton & Hove Albion | Championship   | 38         | 5          | 6     | 2     | —              | —              | 44     | 7      |
| 2015/16 | Brighton & Hove Albion | Championship   | 39         | 4          | 2     | 0     | —              | —              | 41     | 4      |
| 2016/17 | Brighton & Hove Albion | Championship   | 43         | 2          | 0     | 0     | —              | —              | 43     | 2      |
| 2017/18 | Brighton & Hove Albion | Premier League | 38         | 1          | 1     | 0     | —              | —              | 39     | 1      |
| 2018/19 | Brighton & Hove Albion | Premier League | 36         | 2          | 2     | 0     | —              | —              | 38     | 2      |
| 2019/20 | Brighton & Hove Albion | Premier League | 36         | 3          | 0     | 0     | —              | —              | 36     | 3      |
| 2020/21 | Brighton & Hove Albion | Premier League | 33         | 5          | 4     | 0     | —              | —              | 37     | 5      |
| 2021/22 | Brighton & Hove Albion | Premier League | 29         | 1          | 2     | 0     | —              | —              | 31     | 1      |
| 2022/23 | Brighton & Hove Albion | Premier League | 36         | 1          | 6     | 1     | —              | —              | 42     | 2      |
| 2023/24 | Brighton & Hove Albion | Premier League | 33         | 3          | 3     | 1     | 7              | 0              | 43     | 4      |
| Totaal  | Totaal                 | Totaal         | 415        | 27         | 39    | 4     | 7              | 0              | 461    | 31     |

Bijgewerkt op 18 juli 2024.

## Interlandcarrière
Dunk maakte zijn debuut in het Engels voetbalelftal op 15 november 2018, toen een vriendschappelijke wedstrijd gespeeld werd tegen de Verenigde Staten. Engeland won met 3–0 door doelpunten van Jesse Lingard, Trent Alexander-Arnold en Callum Wilson. Dunk mocht van bondscoach Gareth Southgate in de basis beginnen en hij speelde het gehele duel mee. De andere Engelse debutanten dit duel waren Alex McCarthy (Southampton) en Callum Wilson (Bournemouth).
In mei 2024 werd Dunk door Southgate opgenomen in de voorselectie voor het EK 2024 in Duitsland. Op 6 juni 2024 werd hij vervolgens opgenomen in de definitieve selectie. Engeland werd eerste in de groepsfase na een overwinning op Servië (0–1) en gelijke spelen tegen Denemarken (1–1) en Slovenië (0–0) en schakelde daarna achtereenvolgens Slowakije (2–1, na verlenging), Zwitserland (1–1, 5–3 na strafschoppen) en Nederland (1–2) uit om de finale te bereiken. Deze werd met 2–1 verloren van Spanje. Dunk kwam op het toernooi niet in actie. Zijn toenmalige clubgenoten Pascal Groß (Duitsland), Billy Gilmour (Schotland), Jakub Moder (Polen) en Bart Verbruggen (Nederland) waren ook actief op het EK.
| Interlands van Lewis Dunk voor Engeland | Interlands van Lewis Dunk voor Engeland | Interlands van Lewis Dunk voor Engeland | Interlands van Lewis Dunk voor Engeland | Interlands van Lewis Dunk voor Engeland | Interlands van Lewis Dunk voor Engeland | Interlands van Lewis Dunk voor Engeland |
| №                                       | Datum                                   | Wedstrijd                               | Uitslag                                 | Competitie                              | Goals                                   |                                         |
| Als speler bij Brighton & Hove Albion   | Als speler bij Brighton & Hove Albion   | Als speler bij Brighton & Hove Albion   | Als speler bij Brighton & Hove Albion   | Als speler bij Brighton & Hove Albion   | Als speler bij Brighton & Hove Albion   | Als speler bij Brighton & Hove Albion   |
| --------------------------------------- | --------------------------------------- | --------------------------------------- | --------------------------------------- | --------------------------------------- | --------------------------------------- | --------------------------------------- |
| 1                                       | 15 november 2018                        | Engeland – Verenigde Staten             | 3 – 0                                   | Vriendschappelijk                       |                                         |                                         |
| 2                                       | 12 september 2023                       | Schotland – Engeland                    | 1 – 3                                   | Vriendschappelijk                       |                                         |                                         |
| 3                                       | 13 oktober 2023                         | Engeland – Australië                    | 1 – 0                                   | Vriendschappelijk                       |                                         |                                         |
| 4                                       | 23 maart 2024                           | Engeland – Brazilië                     | 0 – 1                                   | Vriendschappelijk                       |                                         |                                         |
| 5                                       | 23 maart 2024                           | Engeland – België                       | 2 – 2                                   | Vriendschappelijk                       |                                         |                                         |
| 6                                       | 3 juni 2024                             | Engeland – Bosnië en Herzegovina        | 3 – 0                                   | Vriendschappelijk                       |                                         |                                         |

Bijgewerkt op 18 juli 2024.

## Erelijst
| League One | 1 | 2010/11 |